# Athyrium possieticum
Athyrium possieticum là một loài dương xỉ trong họ Athyriaceae. Loài này được Kom. mô tả khoa học đầu tiên..
Danh pháp khoa học của loài này chưa được làm sáng tỏ. 